# Dixon
Dixon je priimek več oseb:
- Bernard Edward Cooke Dixon (1896—1973), britanski general
- Dean Dixon (1915—1976), ameriški dirigent
- Georg Dixon (1870—1908), kanadski boksar
- Floyd Dixon (1929—2006), ameriški pianist
- Henry Bryan Frost Dixon (1891—1962), britanski general
- Jeane Dixon (1904—1997), ameriška astrologinja
- Scott Dikxon (*1980), novozelandski motociklist
- Thomas Dixon (1864—1946), ameriški pisatelj
- Vonette Dixon (*1975), jamajška atletinja, tekačica na 100 m z ovirami
- Willie Dixon (1915—1992), ameriški blues glasbenik